# Svenska Uppfinnareföreningen
Svenska Uppfinnareföreningen, SUF, är en förening som främjar innovation och uppfinnande. 
Föreningen grundades 1886 av ingenjören och äventyraren Salomon August Andrée, vilket gör den till världens äldsta uppfinnarförening.
Svenska Uppfinnareföreningen har 26 lokala medlemsföreningar utspridda i landet från Boden i norr till Malmö i Söder.
SUF är medlem i den internationella uppfinnarföreningen International Federation of Inventors' Associations (IFIA) som man var med och grundade 1968.
Svenska Uppfinnareföreningen är en av huvudmännen för Stiftelsen Skapa som delar ut SKAPA-priset som är Sveriges största innovationspris.